# علی حسین بطوش
علی حسین بطوش (انگلیسی: Ali Hussein Battush؛ زادهٔ ۱ ژانویهٔ ۱۹۵۰) بازیکن فوتبال اهل عراق بود.
وی همچنین در تیم ملی فوتبال عراق بازی کرده‌است.